# Kaple Panny Marie (Telcov)
Kaple Panny Marie je zaniklá kaple, která stávala u rybníka na návsi v Telcově ve Vojenském újezdu Hradiště.

## Historie
Kaple byla pravděpodobně vystavěna krátce před rokem 1900. Ze srpna toho roku se nám dochovaly zprávy o vysvěcení zvonu. Na začátku první světové války však byl sundán a odevzdán na válečné účely. Nového zvonu se obec dočkala až v roce 1919 a ulila jej firma Herold z Chomutova. K zániku kaple došlo patrně v roce 1953, kdy byla obec začleněna do vojenského újezdu a zbořena.

## Duchovní správa
Telcovská kaple Panny Marie přináležela duchovní správou do farnosti Okounov, která však k 1. lednu 2013 zanikla sloučením do farnosti Klášterec nad Ohří, pod níž toto místo kultu od té doby patří.